# Elmira and Seneca Lake Railway
Die Elmira & Seneca Lake Railway Co. betrieb ab 19. Juni 1900 in New York State eine Überlandstraßenbahnlinie von Horseheads (nördlich von Elmira) zum Seneca Lake. Die Verbindung wurde bereits 1923 wieder stillgelegt.

## Route

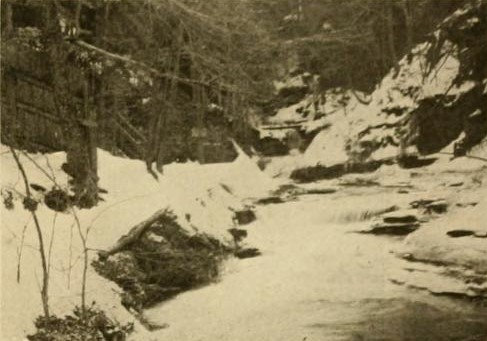
Havana Glen

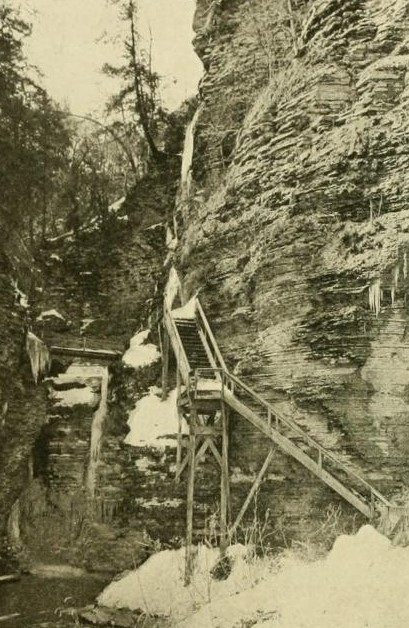
Watkins Glen

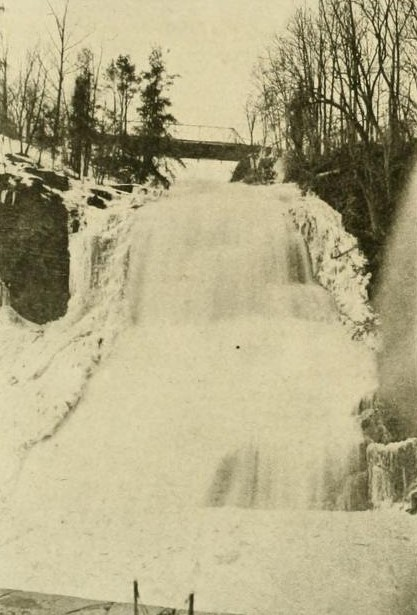
Montour Falls

Vom Endbahnhof der Elmira & Horseheads Railway in Horseheads verlief die Strecke über die Main Street von Horseheads bis zum Chenuing Canal, der einige Jahre vor dem Bau der Überlandstraßenbahn außer Betrieb genommen worden war, so dass der Treidelpfad als Trasse der Bahnlinie genutzt werden konnte. Die Strecke führte in einem dichtbesiedelten Gebiet durch die Dörfer Pine Valley, Millport und Croton und verlief auf öffentlichen Straßen durch Montour Falls und entlang der Landstraße nach Watkins und von dort zum nördlichen Endbahnhof am See. Die Strecke verlief durch die Countys Chemung und Schuyler direkt an den Eingängen von Watkins Glen bei Watkins und Havana Glen bei Montour vorbei. Der nördliche Endbahnhof lag am Strand des Seneca Lake neben dem Depot der Northern Central Railroad Co. und bot einen Anschluss für die Dampfschiffe der Seneca Lake Transportation Co.
Seneca Lake ist ein 64 Kilometer langer See mit mehreren Feriendörfern und Ferienhäusern, die von den Dampfern angefahren wurden. Als die Bahnstrecke projektiert wurde, gab es Zweifel, ob sie jemals fertiggestellt würde, da drei Meter breite Einschnitte mit großzügigen Böschungen und Entwässerungsgräben erforderlich waren. Der Catharine River musste an vier Stellen umgeleitet werden und sein Ufer mit Weidengeflechten und Eichenpfählen im Abstand 1,5 m befestigt werden. Stahlbrücken wurden von der Berlin Bridge Co. und der Havana Bridge Co auf mit Portlandzement vermauerten behauenen Natursteinfundamenten errichtet.

## Schienenfahrzeuge

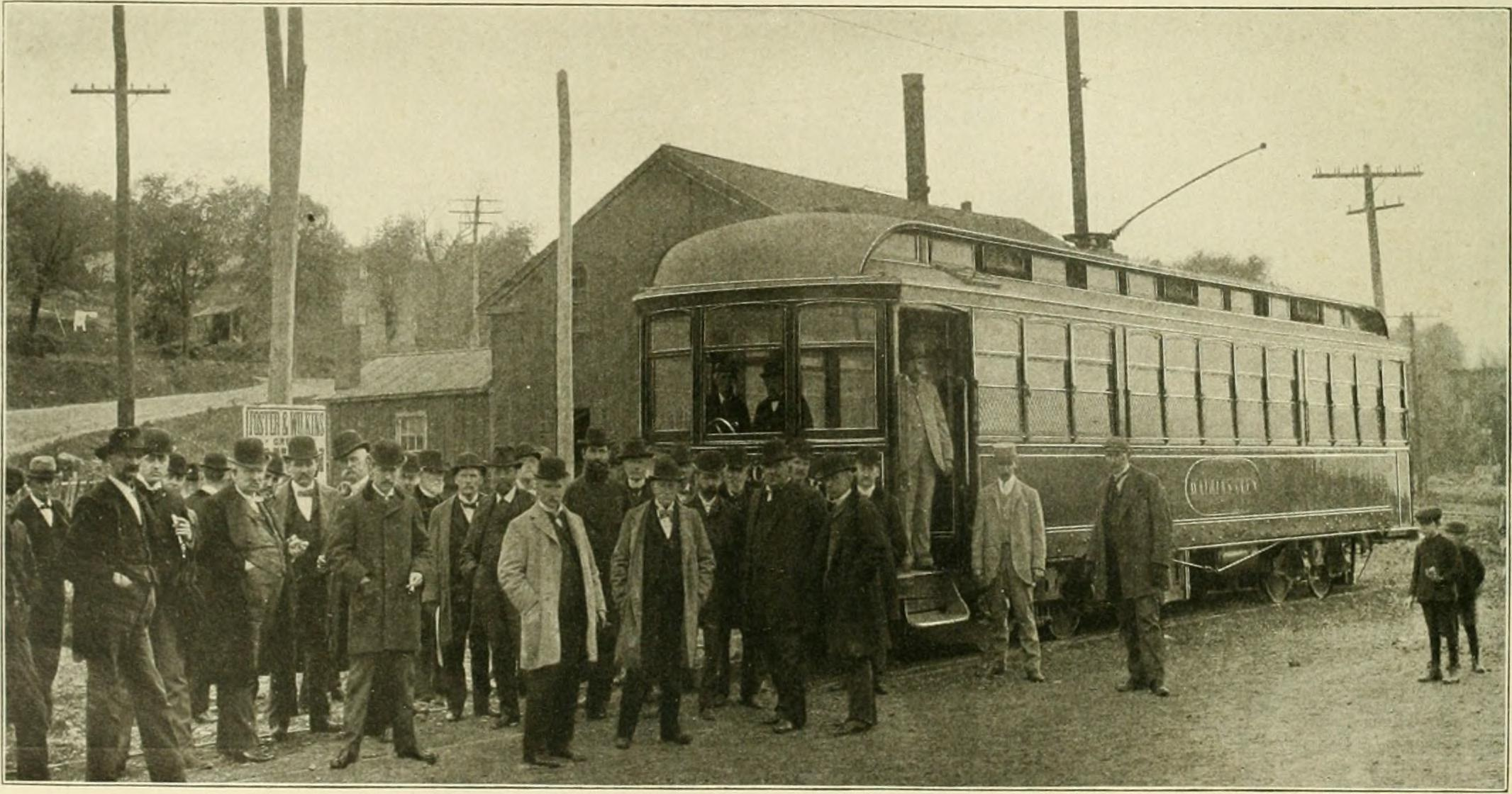
Eröffnung der Elmira & Seneca Lake Railway

Der Wagenpark bestand aus zwölf Wagen. Sie hatten jeweils vier General Electric 1.000 Motoren, K-11 Regler, automatische Christenson-Luftderuckbremsen und Wagenhals Lichtbogen-Frontlaternen. Der Innenraum war mit Kirsch- und Mahagoniholz ausgestattet, die Sitze aus Rattan. Sechs Wagen hatten Westinghouse-Motoren mit K-11-Reglern von General Electric und austauschbare Frontlaternen von Syracuse. Sie waren in Pullman-Grün mit Goldstreifen lackiert und trugen die Namen der an der Strecke gelegenen Orte sowie eine Nummer.